# Тысяча и один призрак (сборник)
«Тысяча и один призрак» (фр. Les Mille et Un Fantômes) — литературный сборник, включающий пять мистико-приключенческих повестей и новелл французского писателя Александра Дюма:
- повесть «День в Фонтене́-о-Роз» (Une journee à Fontenay-aux-Roses, 1849), больше известная по-русски под названием «Тысяча и один призрак», и давшая название сборнику;
- новелла «Обед у Россини, или два студента из Болоньи» (Un Dîner chez Rossini ou Les deux étudiants de Bologne, 1849)
- новелла «Джентльмены Сьерры-Морены и чудесная история дона Бернардо де Суньиги» (Les Gentilshommes de la Sierra-Morena et Histoire Merveilleuse de Don Bernardo de Zuniga, 1849);
- повесть «Завещание господина де Шовелена» (Le Testament de M. de Chauvelin, 1849);
- повесть «Женщина с бархаткой на шее» (La Femme au collier de velours, 1849), также известна как «Мёртвая голова».

Эти произведения Дюма впервые публиковались в парижской газете «Le Constitutionnel» («Конституционалист»). Сборник отражает интерес автора к оккультизму и не поддающимся рациональному объяснению таинственным происшествиям. Выдуманные сюжеты переплетаются с отрывками мемуарного и очеркового характера.